# Leffen
William Peter Hjelte (nascido em 16 de outubro de 1994), mais conhecido como Leffen, é um jogador profissional sueco que compete nos jogos de luta Super Smash Bros. Melee, Super Smash Bros. Ultimate e Dragon Ball FighterZ. No Melee ele joga com Fox McCloud, e é considerado um dos melhores jogadores do mundo, classificando-se entre os seis primeiros nos rankings formais de 2014, 2015, 2016, 2017 e 2018. Leffen foi o primeiro de dois jogadores a derrotar cada um dos "Cinco Deuses do Melee" - Juan "Hungrybox" Debiedma, Joseph "Mango" Marquez, Adam "Armada" Lindgren, Jason "Mew2King" Zimmerman e Kevin "PPMD" Nanney - em sets de torneios e também foi a primeira pessoa fora dos "Cinco Deuses" a vencer um torneio de alta expressão desde 2010, quando venceu o CEO 2015. Ele ganhou a Evolution Champioship Series 2018 e é patrocinado pela equipe de eSports Team SoloMid.

## Carreira
William começou a jogar Super Smash Bros. em 2009, quando foi apresentado a Super Smash Bros. Brawl, porém logo se interessou mais pelo seu  antecessor, Melee, mais desafiador e popular na cena competitiva. Ele começou como um jogador de Yoshi e Falco Lombardi antes de mudar para Fox,  relatando que passou pela mudança gradual de Falco para Fox porque percebeu que Falco exige muito mais disciplina e Fox é mais adequado ao seu estilo ousado de jogo.
Leffen ficou em 9º no torneio nacional sueco BEAST 2 no seu primeiro ano jogando Melee. Ao longo de 2014, Leffen começou a se classificar entre os melhores nos torneios e a derrotar os cinco melhores jogadores de Melee regularmente. Antes da EVO 2014, Joe Cribari, da Nintendo Enthusiast, listou Leffen entre as três "zebras" com maior chance de vencer o torneio. Ele terminou em nono lugar.
No Apex 2015 Salty Suite, Leffen derrotou Kashan "Chillin" Khan em um set de cinco sem perder um único jogo. Por causa disso, Leffen tem os "direitos" de usar a cor padrão de Fox.Joseph "Mango" desafiou Leffen para uma "money match" valendo US$ 1.000 se eles viessem a se encontrar na fase de grupos do torneio Apex. Willian logo aceitou o desafio e terminou por vencer Mango nas semifinais dos vencedores, levando a aposta. Depois de derrotar Jason "Mew2King" na Apex 2015, Leffen ganhou pelo menos um set de cada um dos "cinco deuses" de Melee, e terminou em terceiro lugar no torneio.
Em 9 de março de 2015, Leffen foi contratado pela equipe SoloMid como o jogador que iria inaugurar a divisão de Super Smash Bros., bem como o primeiro jogador de jogos de luta da equipe. No fim da sua participação no Apex 2015, Leffen passou a ser considerado como estando no mesmo nível dos deuses do Melee. A polêmica acerca de qual deve ser o título exato de Leffen em relação aos deuses é motivo de debate frequente entre a comunidade. Alguns dizem que devido à sua capacidade de vencer todos os deuses ele é oficialmente considerado o "sexto deus", enquanto outros afirmam que o termo "Melee God" refere-se a jogadores que foram dominantes na era entre 2008 a 2014, e que o título de "Godslayer" ("o Matador de deuses") combina melhor com a trajetória de Leffen.  É devido a essa divisão na comunidade que a maioria dos analistas e comentaristas se referem aos Melee Gods e a Leffen como o "Big Six" ("o Grande Sexteto"), sendo Leffen o jogador que finalizou oficialmente a chamada "Era dos deuses".
No CEO 2015 realizado em Orlando, Florida, Leffen ganhou seu primeiro major americano, ao derrotar Armada. Mais tarde naquele ano, ele ficou em 5º na EVO 2015, apesar de ser o favorito, perdendo para Justin "Plup" McGrath da equipe Panda Gaming, jogador de Samus Aran. A Melee it on Me classificou Leffen como o segundo melhor jogador do mundo no ranking de verão de 2015.
William foi impedido de entrar nos Estados Unidos antes do torneio The Big House 5 porque viajava com um visto de turista mas estava empregado em nome da equipe norte-americana Team SoloMid.
Em 16 de fevereiro de 2016, Leffen foi patrocinado pela Red Bull como atleta oficial da divisão de eSports. O patrocínio chegou a um fim em 2018.
Em 29 de abril de 2016, Leffen anunciou que seu formulário para obter um visto havia sido negado pelos Serviços de Cidadania e Imigração dos Estados Unidos. Em 4 de maio de 2016, foi anunciado que a SoloMid conseguiu obter um visto P1 para Leffen, para que ele pudesse participar de torneios nos EUA durante o mês de julho, incluindo a EVO 2016. No entanto, em 14 de julho, Leffen anunciou que havia sido incorrido em atrasos adicionais no processo de aprovação de vistos e que perderia a EVO daquele ano. Finalmente, em 3 de outubro, seu visto foi aprovado, permitindo-lhe competir em torneios americanos novamente, a tempo do The Big House 6, um ano após sua deportação. Em agosto de 2018, Leffen venceu a EVO 2018, derrotando seu compatriota Armada por 3 a 0 na grande final, conquistando seu título mais importante até então.

### Outros jogos
William Leffen competiu em jogos de luta como Dragon Ball FighterZ, Ultra Street Fighter IV, Ultimate Marvel vs. Capcom 3 e The King of Fighters XIII.

## Vida pessoal
William Hjelte é coreano-sueco; seu pai foi adotado da Coréia do Sul e sua mãe é sueca. Apesar da descendência, ele diz que sua família não segue regularmente as tradições culturais coreanas.
Leffen afirmou que seu objetivo não é ser apenas o melhor jogador de Super Smash Bros. de todos os tempos, mas também o melhor jogador de jogos de luta.

### Controvérsias
Leffen é uma figura controversa na comunidade Super Smash Bros., onde ele tem sido chamado de "vilão" devido a atos de falta de bom senso esportivo, incluindo insultos direcionados a outros jogadores e postagens dramáticas em fóruns online. Por causa disso, ele foi proibido de participar de torneios na Suécia e torneios da SmashBoards durante boa parte de 2013. As acusações contra Leffen foram reunidas por vários jogadores, especialmente seu compatriota Armada, e foram compiladas em um arquivo Zip chamado "evidence.zip".

## Colocações em torneios

### Melee
| Torneio                         | Data                                          | Colocação 1x1 | Colocação 2x2 | Parceiro   |
| ------------------------------- | --------------------------------------------- | ------------- | ------------- | ---------- |
| B.E.A.S.T                       | 7 a 9 de janeiro de 2011                      | 9º            | 13º           | AJP        |
| GENESIS 2                       | 15 a 17 de julho de 2011                      | 17º           | 13º           | AJP        |
| B.E.A.S.T II                    | 10 a 14 de agosto de 2011                     | 4º            | 5º            | AJP        |
| Apex 2012                       | 6 a 8 de janeiro de 2012                      | 33º           | 25º           | Zoler      |
| Epita Smash Arena 5             | 20 a 23 de abril de 2012                      | 5º            | 2º            | Fuzzyness  |
| Smashers' Reunion: Melee Grande | 13 a 15 de julho de 2012                      | 3º            | 2º            | Dr. PeePee |
| King Funk's Castle II: Måske    | 4 a 7 de outubro de 2012                      | 3º            | 2º            | Ice        |
| Apex 2013                       | 11 a 13 de janeiro de 2013                    | 17º           | 5º            | Ice        |
| EVO 2013                        | 12 a 14 de juhlo de 2013                      | 9º            | 5º            | Ice        |
| Apex 2014                       | 17 a 19 de janeiro de 2014                    | 4º            | 9º            | Dr. PeePee |
| B.E.A.S.T 4                     | 12 a 16 de fevereiro de 2014                  | 1º            | 2º            | Ice        |
| Republic of Fighters 3          | 17 e 18 de maio de 2014                       | 1º            | 2º            | Fuzzyness  |
| MLG Anaheim 2014                | 20 a 22 de junho de 2014                      | 5º            | 5º            | Hax        |
| EVO 2014                        | 11 a 13 de julho de 2014                      | 9º            | 3º            | Ice        |
| COMEBACK I                      | 1 a 3 de agosto de 2014                       | 2º            | 1º            | Beat       |
| Hit & Stun Tournament 2         | 6 e 7 de setembro de 2014                     | 3º            | 2º            | Ice        |
| The Big House 4                 | 4 e 5 de outubro de 2014                      | 3º            | 3º            | Hax        |
| DrommeLAN 4.0                   | 7 a 9 de novembro de 2014                     | 2º            | 2º            | Ice        |
| B.E.A.S.T 5                     | 9 a 11 de janeiro de 2015                     | 1º            | 2º            | Ice        |
| Paragon 2015                    | 17 e 18 de janeiro de 2015                    | 3º            | 3º            | MacD       |
| Apex 2015                       | 30 de janeiro e primeiro de fevereiro de 2015 | 3º            | 3º            | Ice        |
| I'm Not Yelling                 | 11 e 12 de abril de 2015                      | 3º            | 1º            | MacD       |
| Press Start                     | 9 e 10 de maio de 2015                        | 9º            | 2º            | MacD       |
| CEO 2015                        | 26 a 28 de junho de 2015                      | 1º            | 2º            | HungryBox  |
| FC Smash 15XR: Return           | 4 e 5 de julho de 2015                        | 1º            | —             | —          |
| WTFox                           | 10 e 11 de julho de 2015                      | 1º            | 2º            | Mango      |
| EVO 2015                        | 17 a 19 de julho de 2015                      | 5º            | —             | —          |
| Super Smash Con                 | 6 a 9 de agosto de 2015                       | 1º            | 1º            | MacD       |
| PAX Prime 2015                  | 28 a 30 de agosto de 2015                     | 2º            | 1º            | MacD       |
| Paragon Los Angeles 2015        | 5 e 6 de setembro de 2015                     | 5º            | —             | —          |
| HTC Throwdown 2015              | 9 de setembro de 2015                         | 1º            | —             | —          |
| Eclipse                         | 14 e 15 de novembro de 2015                   | 2º            | 2º            | Ice        |
| DreamHack Winter 2015           | 26 a 28 de novembro de 2015                   | 9º            | 5º            | Ice        |
| The Come Up 2016                | 23 de abril de 2016                           | 1º            | —             | —          |
| Enthusiast Gaming Live Expo     | 29 de abril e primeiro de maio de 2016        | 7º            | 2º            | Hungrybox  |
| Get On My Level 2016            | 20 a 22 de maio de 2016                       | 1º            | 3º            | Hungrybox  |
| DreamHack Summer 2016           | 18 e 19 de junho de 2016                      | 1º            | —             | —          |
| The Big House 6                 | 7 a 9 de outubro de 2016                      | 17º           | —             | —          |
| Smash Summit 3                  | 3 a 6 de novembro de 2016                     | 9º            | 3º            | Mafia      |
| UGC Open                        | 2 a 4 de dezembro de 2016                     | 4º            | 2º            | Ice        |
| Don't Park on the Grass         | 17 e 18 de dezembro de 2016                   | 1º            | 4º            | Ice        |
| GENESIS 4                       | 20 e 22 de janeiro de 2017                    | 5º            | 2º            | Ice        |
| EVO 2018                        | 3 a 5 de agosto de 2018                       | 1º            | —             |            |

### Dragon Ball FighterZ
| Torneio                          | Data                                    | Colocação |
| -------------------------------- | --------------------------------------- | --------- |
| WNF 2018 Season 4.17             | 21 a 22 de março de 2018                | 1º        |
| Brussels Challenge Major Edition | 7 a 8 de abril de 2018                  | 2º        |
| Combo Breaker 2018               | 25 a 27 de maio de 2018                 | 13º       |
| Smash'N'Splash 4                 | 1 a 3 de junho de 2018                  | 1º        |
| Summit of Power                  | 8 a 10 de junho de 2018                 | 9º        |
| CEO 2018                         | 29 de junho e primeiro de julho de 2018 | 9º        |
| EVO 2018                         | 3 a 5 de agosto de 2018                 | 33º       |